# ریچر (مجموعه تلویزیونی)
ریچر (به انگلیسی: Reacher) یک مجموعهٔ تلویزیونی اینترنتی آمریکایی در ژانر اکشن و جنایی است که توسط نیک سانتورا برای شبکهٔ پرایم ویدئو ساخته شده‌است. این مجموعه بر اساس مجموعه کتاب‌های جک ریچر نوشته لی چایلد ساخته شده و آلن ریچسون نقش شخصیت اصلی جک ریچر، یک افسر پلیس نظامی سابق که در طول سفر با جنایتکاران خطرناک مبارزه می‌کند، را ایفا کرده‌است.
فصل اول بر اساس رمان قتلگاه در ۴ فوریه ۲۰۲۲ منتشر شد. فصل دوم، بر اساس رمان (بدشانسی و دردسر)، در ۱۵ دسامبر ۲۰۲۳ آغاز شد و در ژانویه ۲۰۲۴ به پایان رسید. فصل سوم، بر اساس رمان (متقاعدکننده)، در ۲۰ فوریه ۲۰۲۵ پخش شد. در اکتبر ۲۰۲۴، قبل از پخش فصل سوم، سریال برای فصل چهارم نیز تمدید شد. یک سریال اسپین‌آف به نام نیگلی در حال حاضر در دست تولید است.

## داستان
جک ریچر یک سرگرد سابق پلیس نظامی ارتش ایالات متحده با تجربه تحقیقاتی و رزمی گسترده است که اکنون به عنوان یک دریفت زندگی می‌کند و از شهری به شهر دیگر در سراسر ایالات متحده سفر می‌کند.

### فصل اول
جک ریچر، یک پلیس نظامی سابق ارتش ایالات متحده، از شهر خیالی روستایی مارگرو در جورجیا بازدید می‌کند و به جرم قتل دستگیر می‌شود. پس از آزادی، او با اسکار فینلی و روسکو کانکلین همکاری می‌کند تا یک توطئه بزرگ با افسران پلیس، سیاستمداران و تاجران فاسد را بررسی کنند.

### فصل دوم
در فصل دوم، ریچر توسط یکی از اعضای سابق واحد پارلمان از شهر نیویورک تماس می‌گیرد که یکی از آنها در شرایط مرموز به قتل می‌رسد. او تیم قدیمی خود را دوباره جمع می‌کند تا قاتلان را پیدا کند و از دوست آنها انتقام بگیرد.

## تولید
فیلمبرداری اصلی فصل ۱ بین ۱۵ آوریل تا ۳۰ ژوئیه ۲۰۲۱ در تورنتو انجام شد.
نویسندگان برای انطباق کتاب‌ها با نمایش سریال به این نتیجه رسیدند که باید ریچر را مجبور کنند افکارش را بیشتر به صورت شفاهی بیان کند، اما دیالوگ‌های او را کوتاه و مستقیم نگه می‌دارند و از او می‌خواهند که فقط با افرادی که به آنها احترام می‌گذارد بیشتر صحبت کند. آنها همچنین تصمیم گرفتند که نیگلی را زودتر از آنچه در کتاب ها آمده بود به این مجموعه معرفی کنند. در ۲ دسامبر ۲۰۲۳، قبل از پخش فصل دوم، آمازون پرایم ویدئو سریال را برای فصل سوم تمدید کرد.

## بازخوردها
وب‌سایت جمع‌آوری نقد راتن تومیتوز، بر اساس ۶۳ نقد منتقد، ۹۰ درصد امتیاز تأیید را با میانگین امتیاز ۷٫۳ از ۱۰ گزارش کرده‌است. در متاکریتیک که از میانگین وزنی استفاده می‌کند. بر اساس بررسی‌های ۱۸ منتقد، امتیاز ۶۸ از ۱۰۰ را به خود اختصاص داده‌است.